# Изола Доварезе
Ѝзола Доварѐзе (на италиански: Isola Dovarese, на местен диалект: Isula, Изула) е село и община в Северна Италия, провинция Кремона, регион Ломбардия. Разположено е на 35 m надморска височина. Населението на общината е 1228 души (към 2011 г.).